# Porte des Alpes (Isère)
Le nom Porte des Alpes désigne un des 13 territoires de l'Isère.
Cette division du département permet de trouver une maison du Conseil général implantée sur chaque territoire au plus proche de chaque isérois, afin d'"être plus réactif, simplifier les démarches et faciliter le traitement des dossiers" (Cf.: Site du Conseil Général de l'Isère )
La maison du Conseil général se situe à Bourgoin-Jallieu sur ce territoire; les communes qui en dépendent sont :
- Artas
- Badinières
- Beauvoir-de-Marc
- Bonnefamille
- Bourgoin-Jallieu
- Charantonnay
- Chateauvilain
- Châtonnay
- Chèzeneuve
- Crachier
- Culin
- Diémoz
- Domarin
- Eclose
- Four
- Grenay
- Heyrieux
- L'Isle d'Abeau
- La Verpillière
- Les Eparres
- Lieudieu
- Maubec
- Meyrié
- Meyrieu-les-Etangs
- Meyssiez
- Montcarra
- Nivolas-Vermelle
- Oytier-Saint-Oblas
- Roche
- Royas
- Ruy
- Saint-Agnin-sur-Bion
- Saint-Alban-de-Roche
- Saint-Chef
- Saint-Georges-d'Espéranche
- Saint-Hilaire-de-Brens
- Saint-Jean-de-Bournay
- Saint-Just-Chaleyssin
- Saint-Marcel-Bel-Accueil
- Saint-Quentin-Fallavier
- Saint-Savin
- Sainte-Anne-sur-Gervonde
- Salagnon
- Satolas-et-Bonce
- Savas-Mepin
- Sérézin-de-la-Tour
- Succieu
- Tramole
- Trept
- Valencin
- Vaulx-Milieu
- Vénérieu
- Vignieu
- Villefontaine
- Villeneuve-de-Marc

## Source
Site du Conseil Général de l'Isère